# Arylidgult

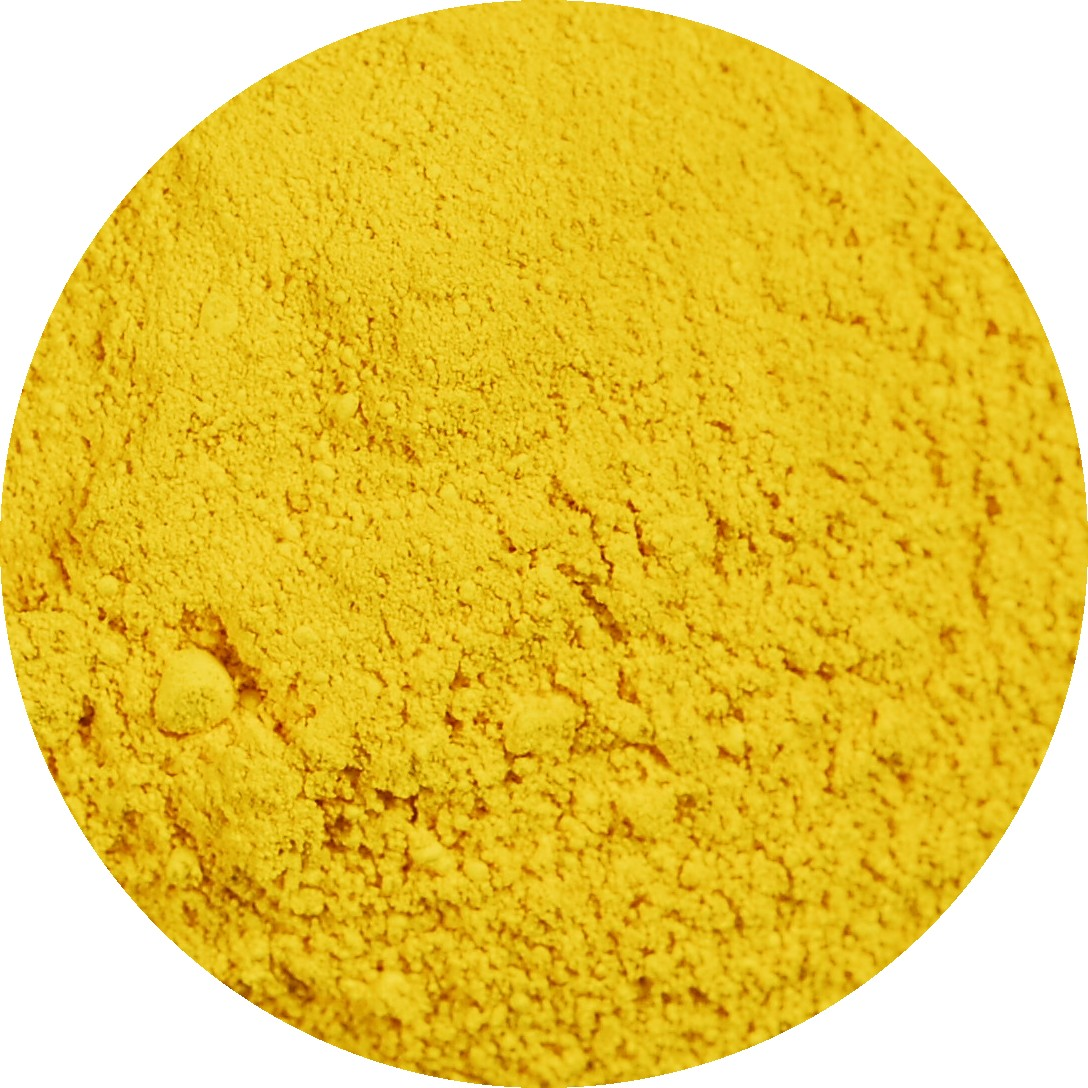
Pigment Yellow 74

Arylidgult, eller arylamidgult, även kallat hansagult och monoazogult, är en grupp syntetiska, organiska acetoacetarylamid-pigment, tillika azoföreningar, omfattande kulörer från grönaktigt gul till rödaktigt gul eller orange. Det är en grupp pigment som används i bland annat tryckfärg, plaster och målarfärg såväl inom hantverk som i konstnärsfärger.
Det vanliga namnet "hansagult" för dessa pigment, har sitt ursprung i ett varumärke lanserat av Hoechst AG.
I konstnärsfärger är arylidgult en av de tre stora pigmentgrupperna för gult, vid sidan av bensimidazolongult och kadmiumgult. Arylidgult har fördelen att vara billigare, och har inte kadmiumfärgernas giftighet, men har inte den bästa ljusäktheten.
Det första patentet på ett pigment i den här gruppen kom 1909 i Tyskland med C.I. Pigment Yellow 1 (PY1), och efter PY2, PY4, PY5 och PY6 kom 1911 PY3, ett av de viktigare pigmenten i gruppen. Efterhand har fler tillkommit. PY74 är ett av de normalt förekommande pigmenten i färgtillverkarnas brytsystem för målarfärg.
| Pigment Yellow 1   | 11680  | Gul med rödaktig dragning | [ 1 ] [ 2 ]       |
| Pigment Yellow 3   | 11710  | Citrongul med underton som drar åt grönt. Ljusäkthet ASTM II, men ofta sämre i vitblandning och akvarellfärg.                         | [ 1 ] [ 2 ] [ 7 ] |
| Pigment Yellow 4   | 11665  | Grönaktig gul | [ 1 ] [ 2 ]       |
| Pigment Yellow 5   | 11660  | Grönaktig gul | [ 2 ]             |
| Pigment Yellow 10  | 12710  | Rödaktig gul | [ 2 ]             |
| Pigment Yellow 65  | 11740  | Rödaktig gul | [ 1 ] [ 2 ]       |
| Pigment Yellow 73  | 11738  | Gul, neutral till gröntonad | [ 1 ] [ 2 ]       |
| Pigment Yellow 74  | 11741  | Gul, neutral eller drar antingen åt grönt eller rött. ASTM I–III; nedsatt ljusäkthet i vitblandning och i mer transparenta versioner. | [ 1 ] [ 2 ]       |
| Pigment Yellow 75  | 11770  | Gul med dragning åt rött | [ 2 ]             |
| Pigment Yellow 97  | 11767  | Neutral gul | [ 1 ] [ 2 ]       |
| Pigment Yellow 203 | 117390 | Neutral gul | [ 2 ]             |